# Tim Frey

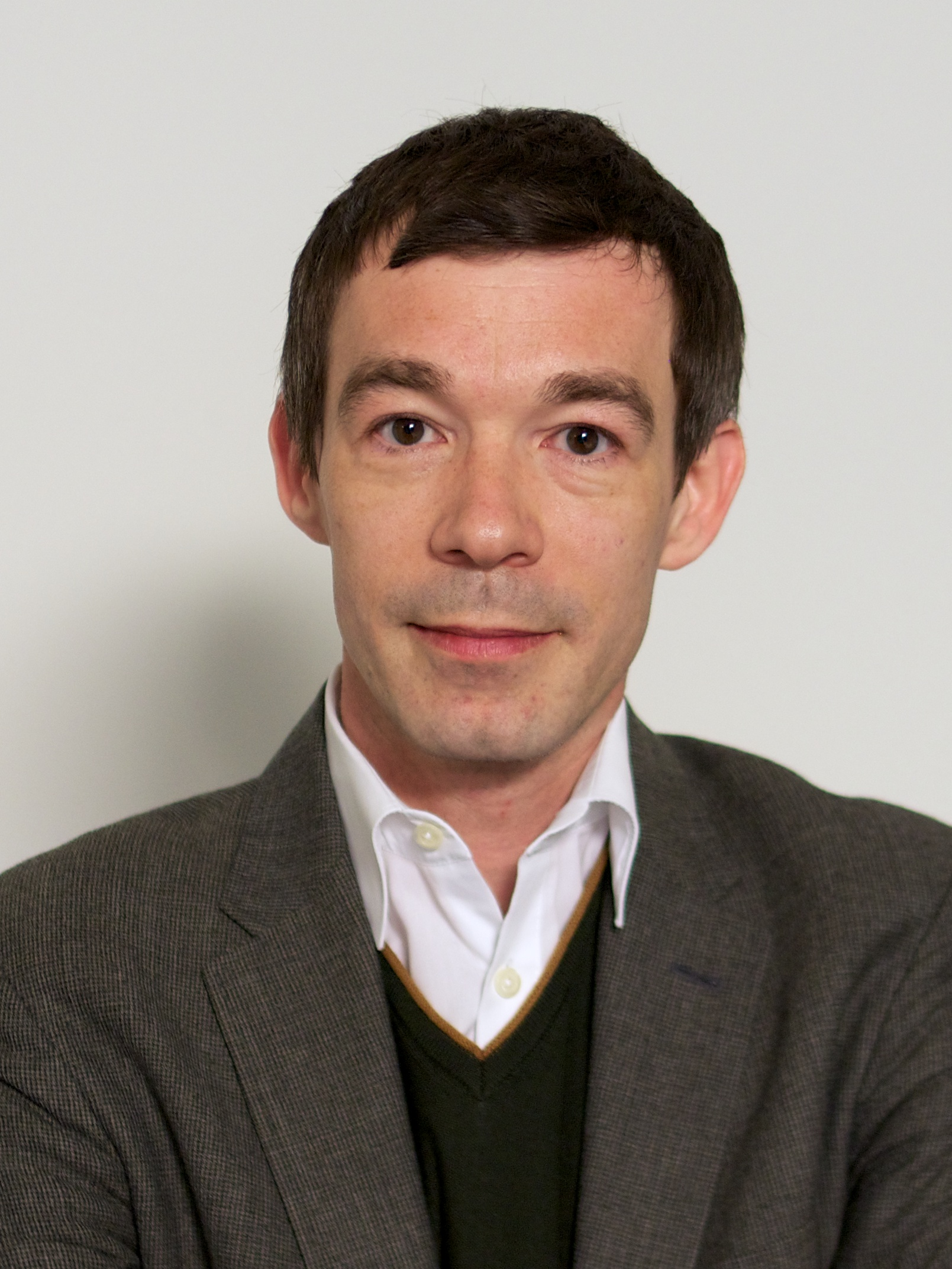
Tim Frey, 2014

Tim Frey (* 19. September 1972 in Basel), eigentlich Timotheos Frey, ist ein Schweizer Politiker (Die Mitte, vormals CVP), Politikberater und Lobbyist. Von April 2009 bis Juni 2012 war er Generalsekretär der CVP.

## Leben und Karriere
Tim Frey absolvierte 1990 bis 1991 zuerst einen Vorkurs bei der Schule für Gestaltung in Basel. Von 1991 bis 1995 machte er in Basel eine Berufslehre als Innenausbauzeichner. Danach war er bis 1998 selbständig erwerbstätig als Gestalter und Bauleiter in einem Atelier in Basel. Von 1998 bis 2002 studierte er Politikwissenschaften an der Universität Genf, begleitend dazu arbeitete er von 1998 bis 1999 als Volontär in der Kommunikationsabteilung des UN-Hochkommissariats für Flüchtlinge. Von 2002 bis 2009 arbeitete er als Assistent, später als Prüfungsdelegierter, Oberassistent und Lehrbeauftragter am Institut für Politikwissenschaft an der Universität Zürich. Im Juni 2007 war er Wahlbeobachter der nationalen Parlamentswahlen in Mali, akkreditiert durch die nationale Wahlkommission Malis (CENI). 2008 promovierte er mit einer Dissertation über den Erfolg und Misserfolg christdemokratischer Parteien in Westeuropa. Am 1. April 2009 trat er als Nachfolger von Reto Nause das Amt des Generalsekretärs der CVP an. Im Juni 2012 wurde überraschend sein Abgang auf Ende Monat bekanntgegeben.
Von August 2013 bis 2018 leitete er die Abteilung Public Affairs der PR-Agentur Burson-Marsteller Schweiz. Anschliessend arbeitete er von 2018 bis Anfang 2021 bei Farner Consulting. Seither ist Frey Berater und Geschäftsleitungsmitglied der Kommunikationsagentur CRK.
Bei den Nationalratswahlen vom 22. Oktober 2023 trat Frey für die Mitte-Partei im Kanton Bern an. Er wurde nicht gewählt.
Frey wohnt in Bern.

## Publikationen (Auswahl)
- Die Christdemokratie in Westeuropa – Der schmale Grat zum Erfolg. Nomos, Baden-Baden 2009.
- West European politics in the age of globalization, zusammen mit Hanspeter Kriesi, Edgar Grande, Romain Lachat, Martin Dolezal und Simon Bornschier. Cambridge University Press, Cambridge 2008.
- Book Review: Tackenberg, Marco und Dominique Wisler, 2007. Hutlose Bürschchen und halbreife Mädels: Protest und Polizei in der Schweiz. Bern: Haupt Verlag. In: Swiss Political Science Review. Bd. 14(3), 2008, S. 595–599.
- Timotheos Frey und Katharina Füglister: Die Rolle des Bildungssystems als Integrationsagent für Immigranten westafrikanischer Herkunft. In: Fritz Oser, Carsten Quesel und Horst Biedermann (Hrsg.): Vom Gelingen und Scheitern Politischer Bildung – Studien und Entwürfe. Rüegger, Zürich 2007.
- Book Review: Zurbriggen, Ludwig, 2004. CVP und die soziale Mitte – Soziales Kapital, Koalitionen und symbolische Praxis der CVP. Zürich, Chur: Rüegger. In: Swiss Political Science Review. Bd. 11(2), 2005, S. 147–149.